# Volstead Act
Il Volstead Act fu un testo legislativo in vigore negli USA tra il 1919 ed il 1933 che regolava il proibizionismo sugli alcolici, deve il suo nome a Andrew Volstead, il deputato che formulò la proposta di legge.

## Storia
La proibizione, imposta negli Stati Uniti d'America con il XVIII emendamento della costituzione degli Stati Uniti d'America, fu ratificata il 28 ottobre 1919 ed entrò in vigore il 16 gennaio 1920; stabiliva il divieto di fabbricazione, vendita ed importazione dei prodotti alcolici, proibendo anche la vendita e il consumo di alcolici nei bar. Il Bureau of Prohibition fu l'agenzia federale formata per far rispettare e applicare questa legge.
Il Volstead Act è considerato di fatto come l'atto di nascita di un periodo travagliato, che vide la crescita di imperi mafiosi costruiti attorno al contrabbando di alcool. Questo atto, destinato a moralizzare la società americana, fu all'origine di un'enorme attività di contrabbando, e di conseguenza della fortuna di gangster come Al Capone, per i quali il proibizionismo fu un'inaspettata occasione.
Il Volstead Act fu emendato il 17 febbraio 1933 dal Blaine Act, che permise di ripristinare la vendita di bevande leggermente alcoliche come la birra. Quando il XXI emendamento mise fine al proibizionismo, il Volstead Act cessò di esistere.